# Bat Yam
Bat Yam (în ebraică:בת-ים) este un oraș localizat pe coasta mediteraneană a Israelului, în districtul Tel Aviv. Orașul este situat la sud de Jaffa (Tel Aviv-Yafo), și face parte din zona metropolitană  Gush Dan. Bat Yam are o populație de circa 130.000 de locuitori. Denumirea Bat Yam înseamnă fiica mării. Se află pe locul 12 între orașele din Israel după numărul de locuitori și pe locul 55 la suprafață (828 hectare), fiind una din localitățile cu cea mai mare densitate a populației - a treia în Israel după acest criteriu, după orașele Bnei Brak și Givatayim 
Bat Yam se învecinează cu orașul Rishon Letzion la sud, cu Holon la est și cu Jaffa, parte din Tel Aviv-Yafo, la nord.
El a fost întemeiat în anul 1926 și a primit statutul de oraș în 1958.

## Istoric
Bat Yam a fost întemeiat de evrei în anul 1926 sub numele de Bait veGan (ceea ce înseamnă Casă și grădină), după numele unei asociații de evrei național religioși din Tel Aviv căreia îi aparțineau fondatorii. În anul întemeierii s-au stabilit aici 13 familii.  
În timpul tulburărilor arabe din 1929 noua așezare a fost atacată de arabi palestinieni din Jaffa și a trebuit să fie evacuată de către armata britanică. În câteva case au fost cartiruiți temporar soldați britanici. În 1932 așezarea a fost repopulată.  Sosirea de evrei din Germania după 1933 a dus la dezvoltarea industriei locale și la creșterea numărului locuitorilor. În anii 1930 au luat ființă mai multe intreprinderi care au furnizat locuri de muncă: fabrica „Paka” care producea etanol, bioxid de carbon și drojdie de gătit, tipografia Levin-Epstein, fabrica „Shamnun” de ulei și săpun, fabrica „Hashiryon” care producea șabloane de metal pentru construcții, cuie și sârme de metal, fabrica de bere „Kabir” În 1936 a primit statutul de „consiliu local”, iar după un an, în 1937, la propunerea scriitorului Aharon Zeev Ben Ishay, și-a schimbat numele în Bat Yam. Numele acesta a devenit oficial la 10 decembrie 1937. În acei ani exista la Bat Yam un cinematograf, „Oren” și un hotel, „Lido”. În 1936 a fost deschisă prima școală elementară, „Tahkemoni”. Următoarea școală, „Rishonim” de stat, a luat ființă, după plecarea britanicilor, în anul 1950. În anul 1945 Bat Yam număra 2000 de locuitori, iar în 1947 4000.
În urma adoptării la 29 noiembrie 1947 de către O.N.U. a planului de împărțire a Palestinei mandatare între arabii palestinieni și evrei a izbucnit  Războiul Arabo-Israelian din 1948-1949, cunoscut ca Războiul de Independență a Israelului, care a afectat localitatea prin tiruri de arme de foc trase de arabi din Jaffa vecină . La 13 mai 1948 Jaffa a capitulat în fața unităților de luptători evrei. 
În anii următori, după crearea Statului Israel, populația a crescut dramatic datorită imigrației evreiești, in 1958 fiind declarată oraș. Între comunitățile stabilite în localitate sunt de menționat numeroși imigranți evrei din Turcia, ceea ce a făcut ca orașul să fie vizitat în anii 1990 de președintele Turciei, Süleyman Demirel și de primul ministru al Turciei, Tansu Çiller. 
În localitate s-au stabilit mai ales în anii 1990-2000 și numeroși imigranți evrei din fosta Uniune Sovietică și Etiopia. 
Există și un mic cartier ultrareligios al hasidimilor Bobov (Kiryat Bobov) înființat în 1959, de asemenea o activă comunitate de hasidim Habad. În al doilea deceniu al secolului al XXI-lea se constată la Bat Yam și un aflux de imigranți evrei din Franța.

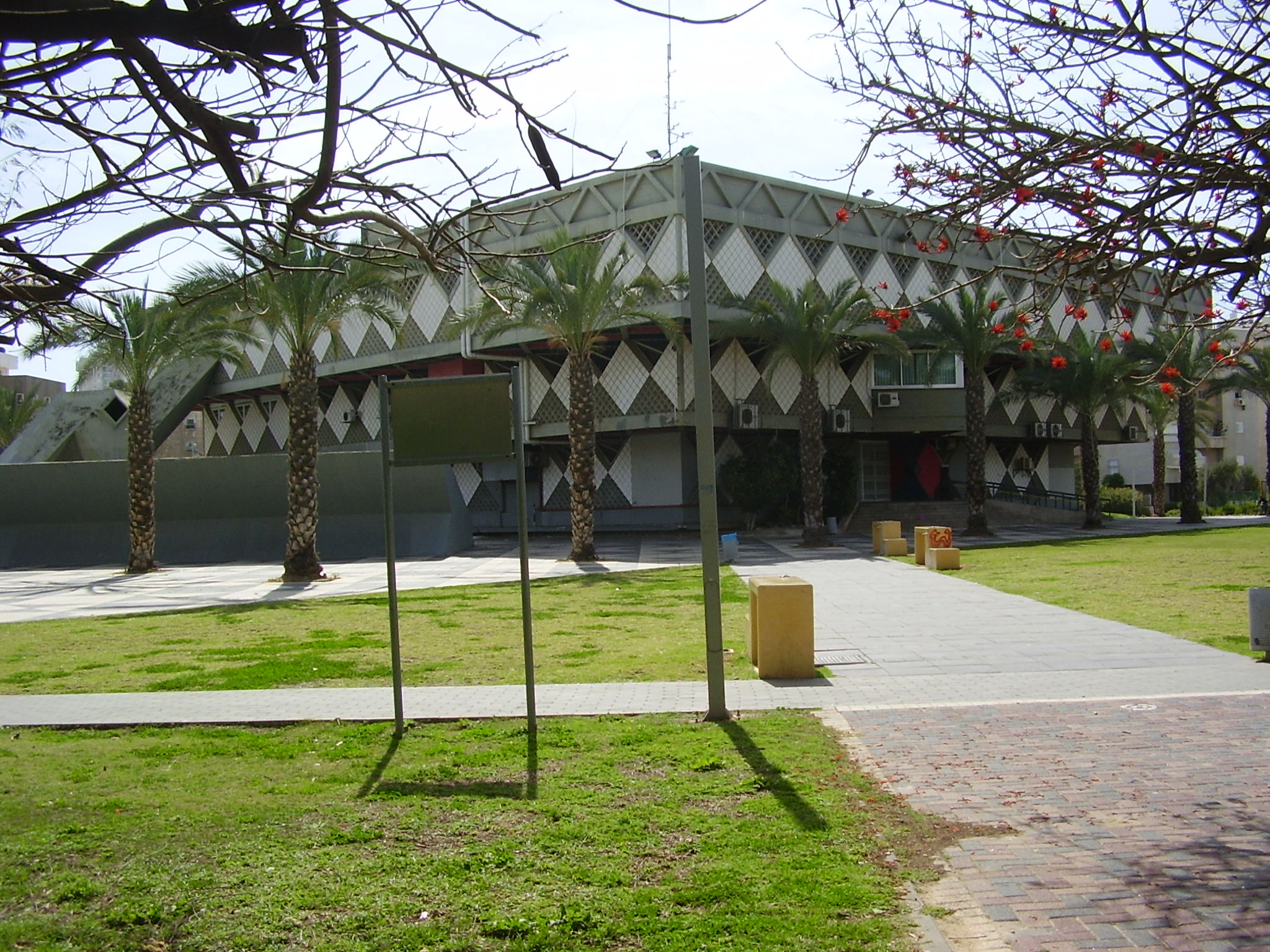
Primăria Bat Yam, proiectată de Tzvi Hacker